# Eleccions legislatives gregues de 1951
Les eleccions legislatives gregues de 1951 se celebraren el 16 de novembre de 1951. Vencé el Reagrupament Grec del general Alexander Papagos. El Partit Popular fou desplaçat com a força dominant de la dreta. Tanmateix, com que no tenia majoria absoluta i es negà a formar un govern d'unitat nacional es formà un govern de coalició dels liberals dirigit per Nikolaos Plastiras, que va dimitir el 1952 per a convocar noves eleccions
| Resultats | Resultats              | Resultats | Vots     | Vots | Vots       | Escons | Escons |
| Resultats | Resultats              | Resultats | No.      | %    | +− %       | No.    | +−     |
| --- | ---------------------- | --------- | -------- | ---- | ---------- | ------ | ------ |
| Partit Popular | Konstantinos Tsaldaris |           | 6,66     |      | 2          |        |        |
| Reagrupament Grec | Alexandros Papagos     |           | 36,53    |      | 114        |        |        |
| Partit Liberal | Sophoklis Venizelos    |           | 19,04    |      | 57         |        |        |
| Partit Democràtic Socialista de Grècia                                                                                            | Georgios Papandreu     |           | 2,10     |      | -          |        |        |
| Reagrupament d'Agricultors i Treballadors                                                                                         |                        |           | 1.23     |      | 1          |        |        |
| Unió de Centre Nacional Progressista                                                                                              | Nikolaos Plastiras     |           | 23.49    |      | 74         |        |        |
| Partit Socialista (EDD) |                        |           | 0.23     |      | -          |        |        |
| Esquerra Democràtica Unida | Ioannis Passalidis     |           | 10.57    |      | 10         |        |        |
| Socialistes-Marxistes |                        |           | 0.00     |      | -          |        |        |
| Llistes d'Independents |                        |           | 0.09     |      | -          |        |        |
| Altres |                        |           | 0.06     |      | -          |        |        |
| Totals | Totals                 |           | 100.00   |      |            |        |        |
| Constituències | Constituències         |           | 41       |      | 258(250+8) |        |        |
| Vots vàlids | Vots vàlids            | 1,708,904 |          |      |            |        |        |
| Vots nuls | Vots nuls              | 8.108     | (0,47%)  |      |            |        |        |
| Vots totals | Vots totals            | 1.717.012 | (77,11%) |      |            |        |        |
| Electorat | Electorat              | 2.224.246 |          |      |            |        |        |
| Població | Població               | 7.395.219 |          |      |            |        |        |
| Fonts: Texts of Constitutional History, vol. 2, p. 835. Encyclopedia Dictionary "The Sun", Volume 15, Article: Nikolaos Plastiras |                        |           |          |      |            |        |        |